# Jantine van der Vlist
Jantine van der Vlist (* 30. Oktober 1985 in Wageningen) ist eine niederländische Volleyball- und Beachvolleyballspielerin.

## Karriere
Van der Vlist begann ihre Karriere als Hallen-Volleyballerin 1997 in der zweiten Division bei Scylla Wageningen. In der Saison 2004/05 spielte sie eine Liga höher bei Armixtos Amsterdam, bevor sie bei Alterno Apeldoorn in der ersten Liga ankam. 2007 wechselte sie zu AMVJ Amstelveen und wurde zweimal in Folge niederländische Vizemeisterin.
2008 absolvierte sie bei den Marseille Open ihr erstes internationales Beachvolleyball-Turnier mit Roos van der Hoeven. Bei der Europameisterschaft 2010 in Berlin schieden die Niederländerinnen als Gruppenletzte nach der Vorrunde aus. Später erreichte sie als Siebte in Phuket erstmals die Top Ten eines Open-Turniers. Die Weltmeisterschaft 2011 in Rom endete für sie wieder ohne Sieg in der Gruppenphase. Nach dem Grand Slam in Stare Jabłonki beendeten sie ihre Zusammenarbeit. Van der Vlist spielte in Klagenfurt am Wörthersee erstmals mit Merel Mooren, mit der sie bei der EM in Kristiansand im Achtelfinale gegen die Deutschen Köhler/Sude ausschied. 2013 spielte sie zunächst mit Marloes Wesselink. Beim Grand Slam in Den Haag erreichten van der Vlist/Wesselink das Halbfinale. Bei der WM in Stare Jabłonki schieden sie trotz eines Sieges über die Litauerinnen Dumbauskaitė/Povilaitytė nach der Vorrunde aus. Von August 2013 bis September 2014 spielte van der Vlist mit Rimke Braakman. 2015 und 2016 war Sophie van Gestel ihre Partnerin. Van der Vlist/van Gestel nahmen 2015 an der Weltmeisterschaft im eigenen Land teil und wurden Vierte beim Grand Slam in Olsztyn. 2016 gewannen sie den Continental Cup und konnten sich dadurch für die Olympischen Spiele in Rio de Janeiro qualifizieren, bei denen sie sieglos nach der Vorrunde ausschieden. Im Oktober 2016 beendete van der Vlist ihre internationale Karriere.